# Língua lígure antiga

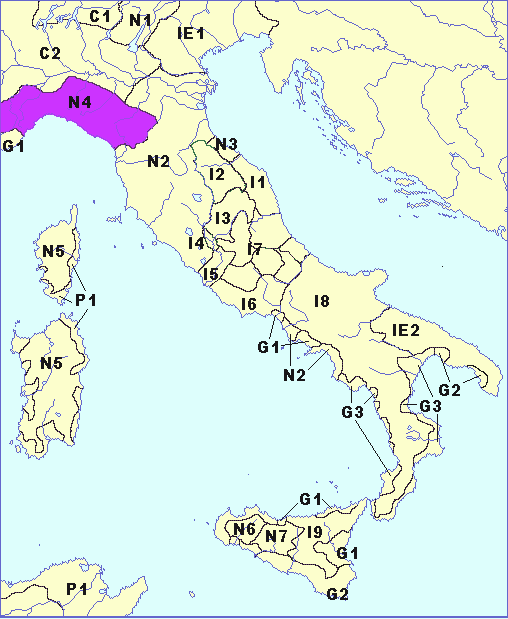
Língua lígure antiga

Língua lígure antiga é o termo aplicado à língua falada pelos antigos lígures no sudeste da França e na parte ocidental do norte da Itália.
Muito pouco é conhecido da língua, especialmente nomes próprios (de lugares e pessoas), muitos com o sufixo -asca ou -asco, de modo que não se pode dizer, com certeza, se era uma língua indo-europeia ou pré-indo-europeia. Na verdade, às vezes é considerada pré-indo-europeia com uma forte influência indo-europeia posterior, especialmente das línguas célticas e itálicas, que se sobrepuseram à língua original.
O liguriano antigo (a não confundir com o liguriano românico falado atualmente e sem parentesco com esse antigo idioma, senão como substrato linguístico) é uma língua extinta que se falava na idade antiga nas regiões atuais da Ligúria, em Itália, e na Provença, em França, e que tinha, anteriormente, um território mais extenso.
Segundo os especialistas, como Bernard Sergent, o liguriano antigo foi uma língua indo-europeia e mais precisamente uma língua do ramo macro-céltico, intermédio entre as línguas célticas e as línguas itálicas.
Esta classificação não foi evidente antes do final do século XX, porque as traças desta língua são muito escassas.